# بولتافا
بولتافا أو بُلتَافة (بالأوكرانية: Полта́ва) هي مدينة تقع في جهة الشمال الشرقي من أوكرانيا في بولتافا أوبلاست ويعود تأريخ المنطقة إلى القرن الثاني عشر، وتنقسم المدينة إلى ثلاثة مناطق أدراية رئيسية وهي ( الكيفيسكي، لينينسكي، أكتيابرسكي )، تطل على نهر فورسكلا ، وفيها العديد من الاماكن الاثرية والسياحية، يبلغ عدد سكانها 296,760 حسب إحصاء سنة 2013، وتعد مدينة بولتافا مركز نقل رئيسي، وتبلغ مساحتها 112,52 كيلومترا مربع - ويبلغ عدد سكانها الحالي 294695 نسمة.

## الموقع الجغرافي
تقع بولتافا في الجزء الشرقي من أوروبا، وتبعد 301 كم شرق العاصمة كييف، و 49º 35’ شمالا، و 34º 33’ شرقا، و 140 م فوق سطح البحر، وتقع المدينة على ضفتي نهر فورسكلا، وكذلك في بولتافا بحيرة كوملاك، وتعتبر المدينة نقطة نقاطع طرق في أوكرانيا ونقطة الوصل بينها ك كييف خاركوف ودنيبروبيتروفسك

## توأمة
لبولتافا اتفاقيات توأمة مع كل من:
- أوستفيلدرن
- لاينفلدن-إشتردينغن
- فيليكو ترنوفو (1963 - )
- فيلدرشتات
- بارانافيتشي (2010 - )[5]
- Veliko Tarnovo Municipality [الإنجليزية]‏ منذ (1963 - )

## أعلام
- فالتر فون رايخيناو
- ميخايل إستردرادسكي
- سيرغي دوروف
- سيمون بتليورا
- ميخائيل زوشينكو
- روسلان روتان
- إسحاق بن تسفي
- أناتولي لوناشارسكي

## وصلات خارجية
- الموقع الرسمي (باللغة الأوكرانية.